# مايكل هاينز (لاعب كرة قدم أمريكية)
مايكل هاينز (بالإنجليزية: Michael Haynes)‏ هو لاعب كرة قدم أمريكية أمريكي، ولد في 24 ديسمبر 1965 في نيو أورلينز في الولايات المتحدة.

## وصلات خارجية
- مايكل هاينز على موقع مرجع كرة القدم المحترفة.كوم (الإنجليزية)